# Реюць
Реюць, Реюці (рум. Răiuți) — село у повіті Вранча в Румунії. Входить до складу комуни Регіу.
Село розташоване на відстані 164 км на північ від Бухареста, 31 км на північний захід від Фокшан, 103 км на північний захід від Галаца, 96 км на схід від Брашова.

## Населення
За даними перепису населення 2002 року у селі проживали 164 особи, з них 163 особи (99,4%) румунів. Рідною мовою 163 особи (99,4%) назвали румунську.